# Leucania nebulosa
Leucania nebulosa là một loài bướm đêm trong họ Noctuidae.